# The Catlins
The Catlins (a veces escrito The Catlins Coast) es un área en la esquina sureste de la Isla Sur de Nueva Zelanda. El área se encuentra entre Balclutha y Invercargill, formando parte de las regiones de Otago y Southland. Incluye el punto más meridional de la Isla Sur, Slope Point.
The Catlins es un área poco poblada, famosa por su paisaje costero escénico y sus densos bosques templados, donde reside un amplio grupo de especies de pájaros en peligro. Debido a su localización geográfica, el tiempo suele estar revuelto habiendo grandes olas que atraen a muchos surfistas.
El turismo ecológico es un factor creciente en la economía de la región, que compite con la ganadería y la pesca. Las antiguas industrias balleneras y papeleras fueron cerradas hace tiempo, así como el tráfico de barcos cerca de la costa, que dejó muchos naufragios. Actualmente sólo 1200 personas residen en el área, la mayoría de ellos en el asentamiento de Owaka.

## Geografía
El área de The Catlins cubre un total de 1900 km² teniendo una forma casi triangular, extendiéndose hasta 50 km hacia el interior de la Isla y sobre un total de 90 km de costa. La desembocadura de los ríos Clutha y Mataura forman las fronteras noreste y oeste de la zona. La norte y noroeste, las colinas cubiertas de bosques dan paso a un paisaje de pastos regado por los tributarios de los dos ríos anteriormente citados, como el Pomahaka. 

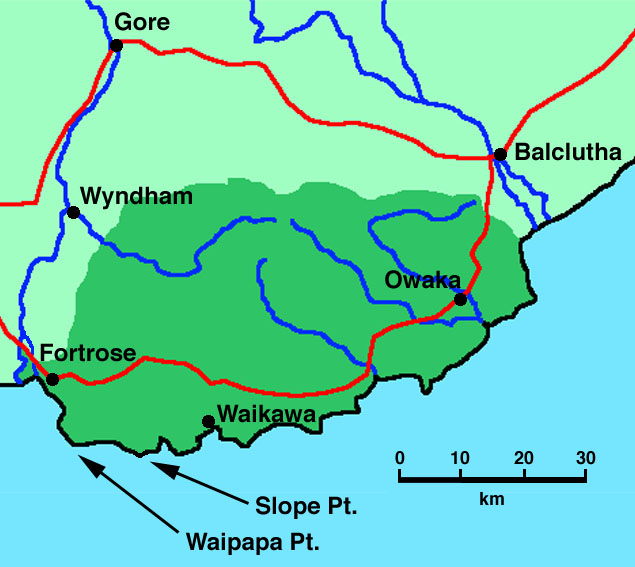
Mapa de The Catlins.

The Catlins posee una costa salvaje y abrupta. No obstante, aparecen también algunas playas de arena, así como agujeros por donde penetran las olas formando bufaderos, un bosque petrificado en la bahía Curio y las Cathedral Caves, que son accesibles desde una cota baja. La mayor parte de la costa la componen altos acantilados que llegan hasta los 150 m de altitud, cayendo abruptamente hacia el mar en muchos puntos de la costa. Por esta razón, muchos de los ríos del área presentan cascadas cuando se aproximan al océano (son especialmente conocidas las cascadas de Purakaunui Falls al final del río Purakaunui).
El punto más meridional de la Isla Sur, Slope Point, se encuentra muy cerca de la esquina suroccidental de The Catlins. Al oeste de ella se encuentra Waipapa Point, muchas veces considerado la frontera de la región de Catlins, tras la cual se encuentra terrenos de turba, alrededor de la desembocadura del río Mataura en la parte oriental de la bahía Toetoes. La frontera occidental de The Catlins no está bien definida. Sin embargo, las definiciones más estrictas excluyen incluso Slope Point.
El interior de The Catlins está dominado por varias cadenas paralelas de colinas, separadas por los valles que han creado los ríos Owaka, Catlins y Tahakopa, que drenan todos al sureste en el océano Pacífico. Entre ellos, a todas las colinas se las llama simplemente Cadena Catlins. Su parte más noroccidental es drenada por algunos tributarios de los ríos Clutha y Mataura, especialmente el río Mokoreta, que fluye hacia el oeste uniéndose al Mataura cerca de la población de Wyndham.

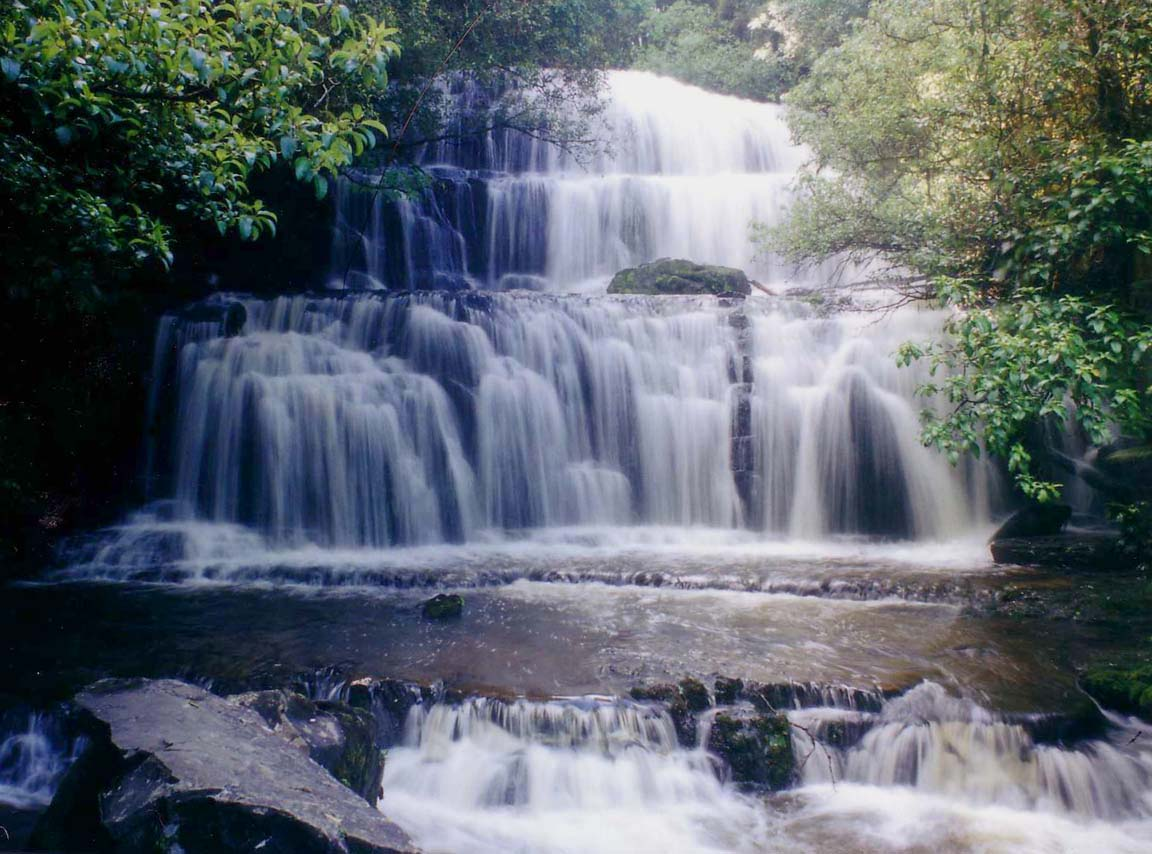
Purakaunui Falls, 17 km al suroeste de Owaka.

El punto más alto de las Caltins es el monte Pye, con una cota de 720 m, que se encuentra a 25 km al noroeste de Waikawa y cerca de la fuente del río Mokoreta, formando parte de la frontera entre Otago y Southland. Otros picos prominentes sobre los 600 metros incluyen al Monte Rosebery, Catlins Cone, Monte Tautuku y la Colina Ajax. 
En The Catlins se pueden encontrar algunos lagos pequeños, entre los que destacan el Lago Wilkie, cerca de la Península Tautuku y el Lago Catlins, cerca de Owaka, que está formado por el estuario del río Catlins.
La costa de Catlins es muy peligrosa para la navegación y ha habido muchos naufragios causados por embarrancamientos y choques con las rocas que se encuentran en el océano Pacífico cerca de la costa. Existen dos faros, uno a cada lado del área para evitar accidentes de los barcos. El faro de Nugget Point se encuentra a 76 m s. n. m., enviando su luz a través de una serie de roques erosionados (los denominados nuggets). Fue construido entre 1869 y 1870. El faro de Waipapa Point, que se encuentra a 21 m s. n. m. fue el último faro de madera que se construyó en Nueva Zelanda, siendo 1884 su fecha de construcción, debido al trágico hundimiento del Tararua. Ambos faros funcionan actualmente de forma automática.
Debido a su posición en la punta sur de Nueva Zelanda, la costa de Catlins se expone a los peores maremotos que afectan al país, con olas de 5 metros de tamaño medio. El surf de grandes olas se está convirtiendo en una de las principales atracciones de la región, con competiciones regulares e hitos como Doug Young, un surfista de Dunedin que ganó un premio por surfear sobre una ola de 11 metros.

## Clima
The Catlins posee un clima oceánico templado, algo más frío que en otras zonas de la Isla Sur, que es modificado sobremanera por el océano Pacífico. Los vientos pueden llegar a ser fuertes, especialmente en la costa; la mayoría de las tormentas de la Isla Sur se generan en la costa meridional, recibiendo la zona de The Catlins la mayor parte de sus efectos. 
Las precipitaciones son considerablemente más altas que en la mayor parte de la costa este de la isla, especialmente en la zona central y meridional del área; las lluvias torrenciales son infrecuentes, aunque la llovizna es muy común y 200 días de lluvia al año no son inusuales. Los días de lluvia se reparten por todo el año. No hay temporada húmeda aunque hay una pequeña tendencia a más lluvias en otoño en la zona suroccidental. La media anual de lluvias registrada en el Centro Educativo de Tautuku es de 1300 mm, con pequeñas variaciones de año a año. 
Pese a ello, algunos días pueden ser soleados y cálidos, con máximas de hasta 30 °C durante el verano (enero-febrero). No obstante, la temperatura media en verano se sitúa entre los 18-20 °C. Es raro que nieve, salvo en las cumbres incluso en la parte central del invierno. Pese a ello, las heladas son comunes durante los meses de junio a septiembre. Las máximas en invierno son de media de 10-13 °C

## Historia
Los primeros humanos en habitar en la zona fueron los maoríes del iwi de Kāti Mamoe, Waitaha, y Kāi Tahu. Estos pueblos se fusionaron vía matrimonios y conquistas en la iwi conocida actualmente como Kāi Tahu. Restos arqueológicos evidencian presencia humana en el año 1000. Los primeros habitantes eran seminómadas viajando entre la Isla Stewart y la Isla Sur. Solían establecerse en las desembocaduras de los ríos, donde la comida era más fácil de obtener. En las leyendas, los bosques de The Catlins estaban habitados por los Maeroero (gigantes salvajes). 
The Catlins fueron uno de los últimos sitios donde se podía cazar moas y la madera de los bosques era ideal para la construcción de canoas (el nombre del asentamiento Owaka significa "Lugar de canoas"). En The Catlins no existía ningún pa, pese a la existencia de varios campamentos de cazadores, como el de Papatowai, cerca de la desembocadura del río Tahakopa.

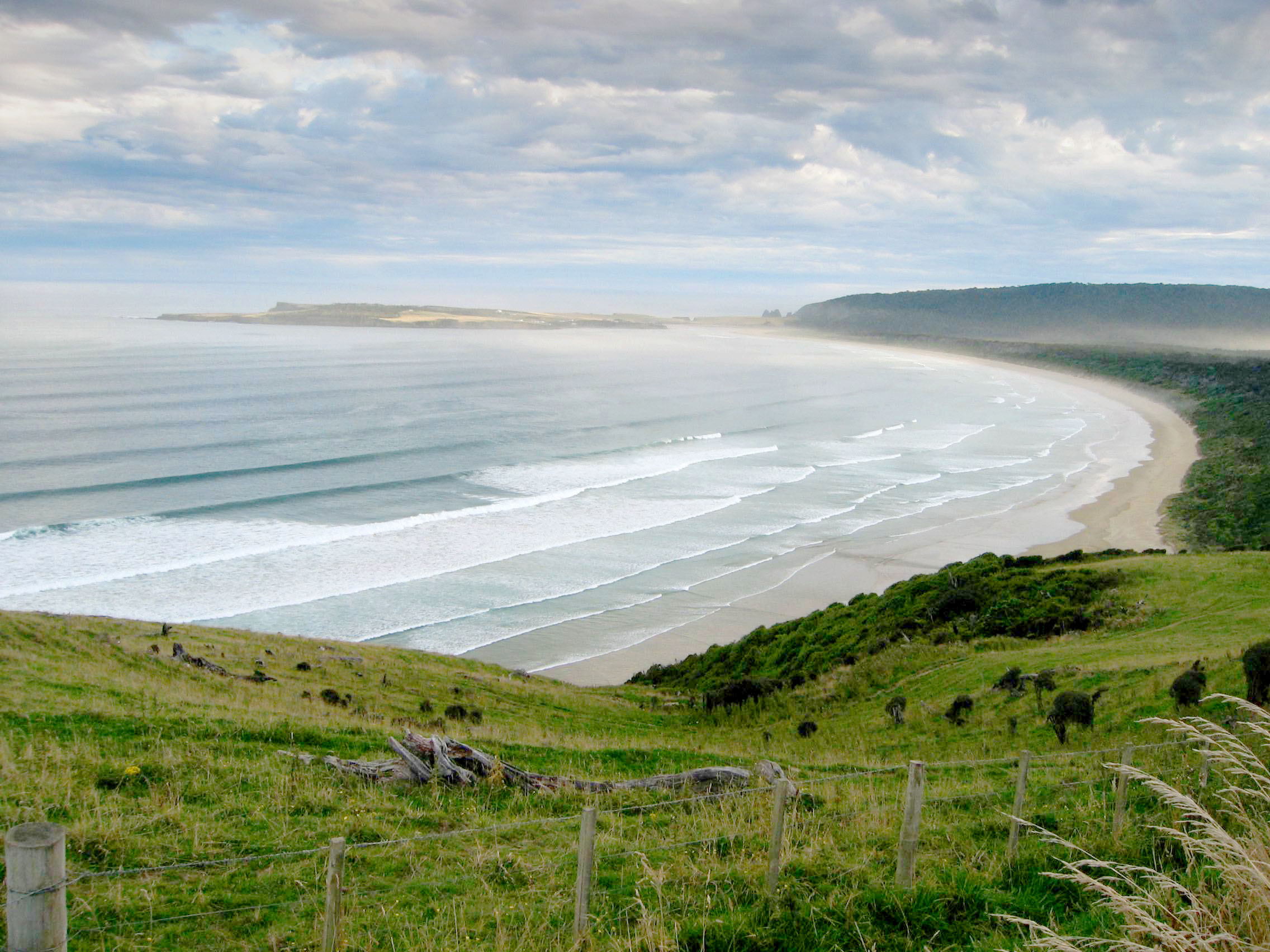
La distante Península Tautuku contaba con una estación de balleneros.

El área fue vista por europeos por primera vez en 1770. El primer barco occidental en llegar a la zona fue el Endeavour del capitán James Cook. Cook nombró una bahía del área de The Catlins como Molineux's Harbour en honor a su oficial Robert Molineux. Aunque lo más seguro es que fuera la bahía de la desembocadura del río Waikawa, el nombre pasó a usarse para definir a una bahía situada al noreste, cerca de la desembocadura del río Clutha, el cual también recibió esta denominación durante mucho tiempo.
El primer asentamiento de europeos se creó durante los primeros años del siglo XIX, cuando se fundaron varios centros de balleneros y cazadores de focas, que por aquella época era la principal actividad económica del país. En 1839 se estableció una estación de balleneros en la Península Tautuku, existiendo también pequeñas estaciones en Waikawa y cerca de la desembocadura del río Clutha.
The Catlins toma su nombre del río Catlins, y éste del capitán Edward Cattlin (a veces escrito Catlin), un ballenero que compró una amplia porción de terreno en torno al río Catlins el 15 de febrero de 1840 al jefe de los Kāi Tahu Hone Tuhawaiki (también conocido como "Jack el Sangriento") a cambio de mosquetes y £30 (unos NZ$3000 en 2005). La venta fue rechazada por los comisionados de Nueva Zelanda y la mayor parte del terreno fue devuelto a los maoríes tras largas negociaciones que terminaron una década después de la muerte de Cattlin.
A mediados del siglo XIX, el área se convirtió en un área de aserraderos, enviándose la mayor parte de la madera a la ciudad de Dunedin desde los puertos de Waikawa y Fortrose. En 1875 se construyó un embarcadero de 60 metros en Fortrose, aunque desapareció hace mucho tiempo. 

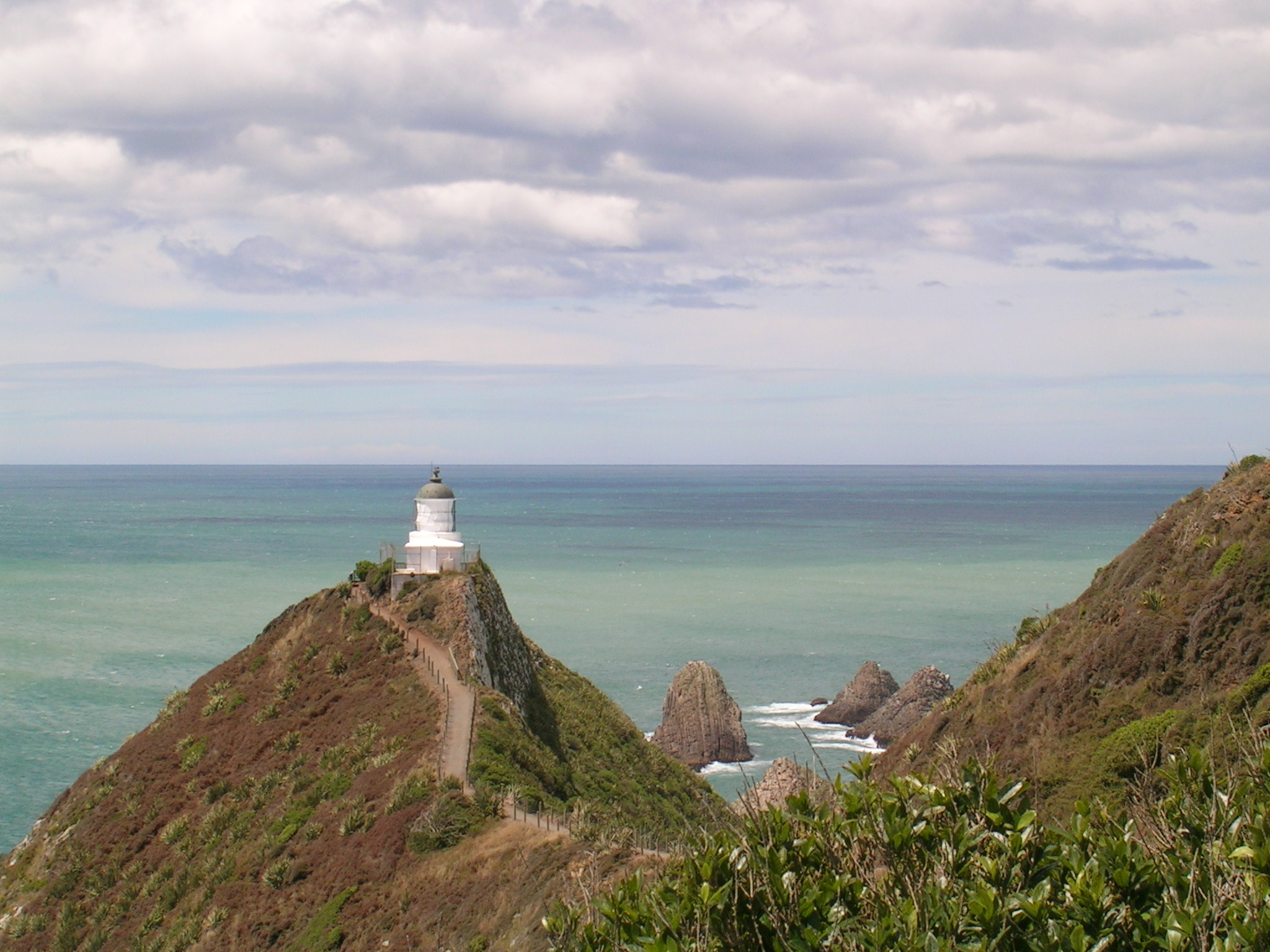
El faro de Nugget Point ha protegido a los barcos desde 1870.

Durante este periodo tuvieron lugar varios hundimientos de buques en las costas de la región. El más famosos de todos, además de ser el peor desastre marítimo de Nueva Zelanda, fue el hundimiento del vapor de pasajeros Tararua, en rute desde Bluff hasta Port Chalmers, que se hundió frente a las costas de Waipapa Point el 29 de abril de 1881 acarreando la muerte de 20 de los 151 pasajeros a bordo.
Otro famoso naufragio fue el del Surat ocurrido el 1 de enero de 1874. Este barco, chocó contra unas rocas a 8 kilómetros al sureste de la península Tautuku y fue arrastrado hasta la desembocadura del río Catlins antes de que se diera la orden de abandonar el buque. Una playa en la desembocadura de ese río recibió el nombre de Surat Bay en conmemoración a ese suceso. La goleta Wallace y el vapor Otago también naufragaron cerca de ese lugar en 1866 y 1876, y el vapor de 4600 toneladas Manuka, embarrancó en Long Point en 1929. 
Desde la Gran Depresión hasta la formación del Consejo de Conejos de Nueva Zelanda en 1954, los conejos fueron la mayor plaga del área, y hubo que emplear conejeros para mantener a estos animales bajo control. La caza de conejos y el curtido de sus pieles se convirtió en una pequeña pero importante fuente de ingresos para la comunidad durante esos años.
Tras el declive de la última década del siglo XIX, la tala de árboles nativos se expandió a nuevas áreas debido a la extensión de las líneas férreas, antes de agotarse en la década de los veinte del siglo XX. Uno de los problemas de la industria maderera fueron varios incendios que destruyeron varios aserraderos en 1935. La mayor parte de los bosques se encuentran en la actualidad protegidos, formando parte del Parque Forestal de Catlins.

## Historia natural

### Vida salvaje

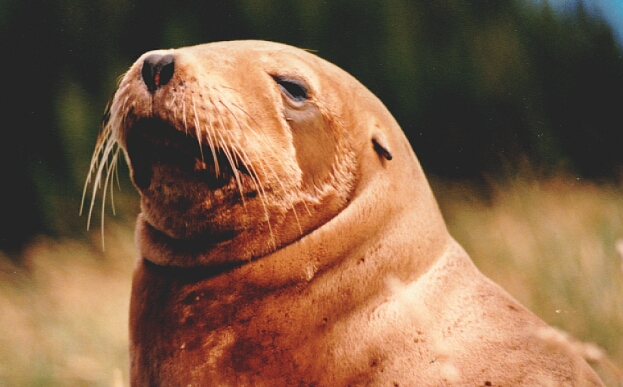
Los Leones marinos de Nueva Zelanda pueden ser vistos en las costas de Catlins.

La costa de The Catlins acoge colonias de lobos marinos de Nueva Zelanda y leones marinos de Nueva Zelanda, pudiendo ser vistos también algunos ejemplares de elefantes marinos del sur. Algunas especies de pingüinos construyen sus nidos en esta costa, destacando el pingüino de ojo amarillo (Hoiho), así como los albatros y alcatraz Australiano, siendo los estuarios de los ríos hábitat de garzas, limosas, himantopus y ostreros. 
En los bosques, pueden ser vistos pájaros amenazados como el Mohua y el Kakariki así como otras especies como el piwakawaka, y el kererū (paloma de Nueva Zelanda). Uno de los dos únicos mamíferos oriundos de Nueva Zelanda, el murciélago de rabo largo, se puede encontrar en pequeños números en los bosques del área, y varias especies de lagartos habitan también la zona, siendo el más abundante el geco común. 
Varias especies de peces, mariscos y crustáceos habitan tanto en los ríos como en el mar, siendo los más comunes los cangrejos de río y las paua. Nugget Point en la zona septentrional de la región alberga una rica variedad de vida salvaje. La proposición de establecer una reserva marina en la zona, se ha convertido en un tema muy discutido. En la costa se pueden observar bancos de delfines de Héctor, especialmente en la bahía Porpoise, cerca de Waikawa. 

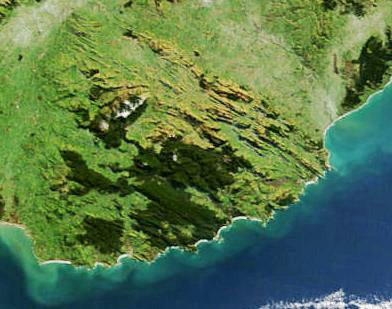
Áreas boscosas marcadas en verde oscuro en esta imagen satélite de The Catlins.

### Flora
The Catlins es famosa por sus densos bosques templados, dominados por los podocarpaceae (que cubren unos 600 km² de la región). El bosque es muy denso, con árboles típicos de la región neozelandesa como las hayas del sur. De particular interés son los bosques de Rimu y Totara que, debido a su densidad y difícil acceso, no llegaron a ser talados por los madereros del siglo XIX. En las áreas oscuras del bosque crecen plantas autóctonas, entre las que destacan las diferentes especies nativas de helechos.
La mayor parte de la vegetación costera de The Catlins ha sido despejada para permitir el cultivo, pero aún existen zonas donde se conserva el ecosistema costero, especialmente en las zonas de acantilados y en algunas bahías cerca de la Península Tautuku. La flora de estas zonas incluye varias especies autóctonas, adaptadas a un medio muy salino, debido a los vientos a los que se debe enfrentar esta región. La margarita costera de The Catlins (Celmisia lindsayii) es única de la zona, estando relacionada con las margaritas de montaña de Nueva Zelanda. Las gramíneas, hebe y el lino de Nueva Zelanda son muy fáciles de ver, aunque lo mismo no ocurre con la amenazada ciperacea de Nueva Zelanda que es muy difícil de ver. En los años en los que los árboles rata florecen profusamente, la imagen de los bosques costeros se torna roja. Los árboles rata también crecen en algunas zonas del interior.

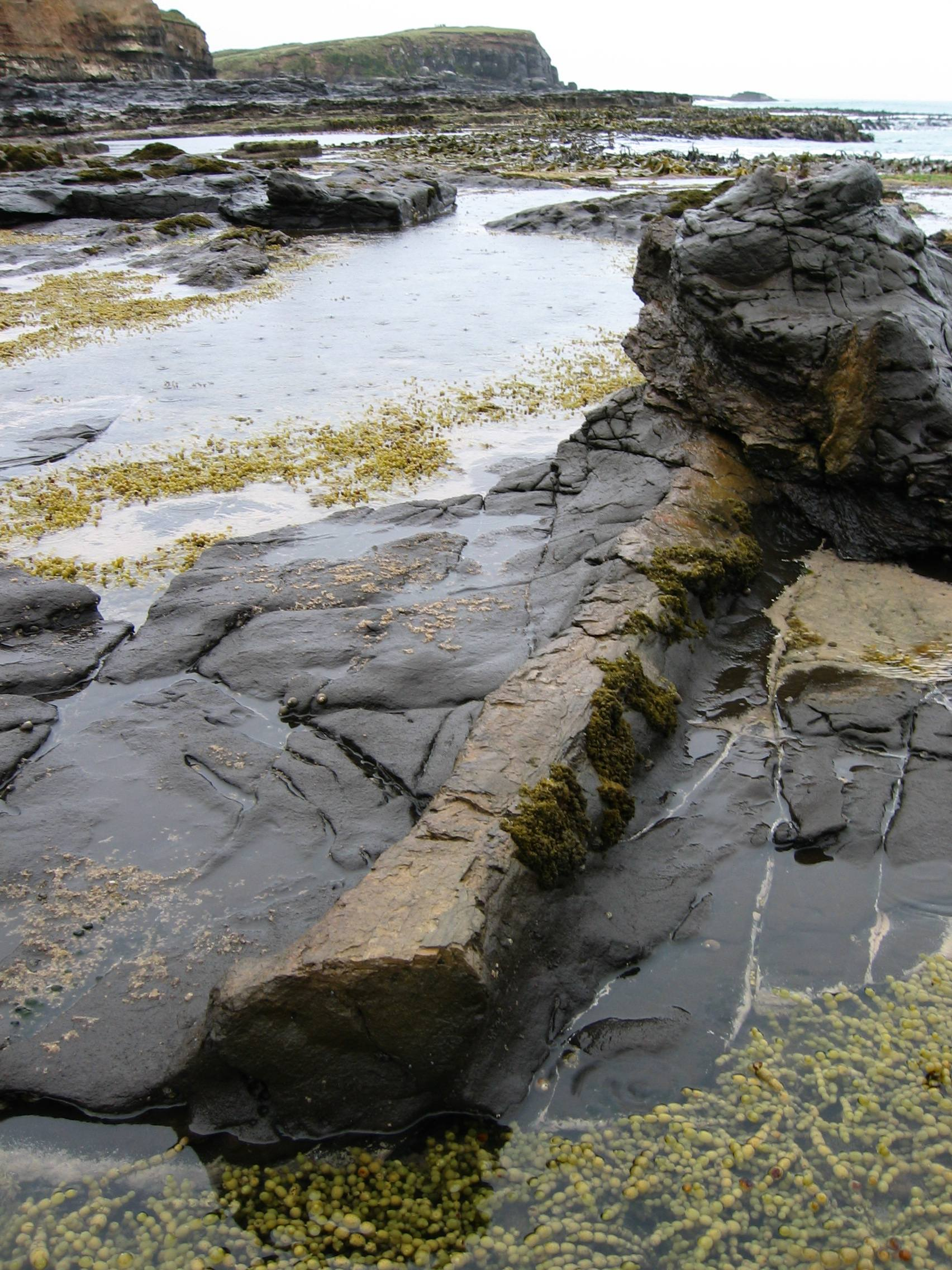
Un tronco petrificado en la bahía Curio.

### Geología
Las cadenas paralelas de colinas de The Catlis forman parte de la placa Murihiku, que se extiende hacia el interior hasta las Colinas Hokonui, hasta Mossburn Esto es a su vez parte de un sistema mayor conocido como el Sinclinal de Southland, que está unido a formaciones similares en Nelson (contrarrestado por la placa que formó los Alpes Neozelandeses) e incluso hasta Nueva Caledonia a 3500 km de distancia. Las cadenas de The Catlins están formadas por capas de piedra caliza del triásico y jurásico presentando muchas veces una gran cantidad de feldespatos. En el área se pueden encontrar fósiles del triásico medio y superior
La bahía Curio contiene restos de un bosque petrificado datado en 160 millones de año. Estos fósiles son restos del bosque subtropical que una vez cubrió la región, que terminaría quedando sumergido en el mar. Los restos fosilizados son de árboles emparentados con los modernos kauri y araucarias.

## Población y demografía
The Catlins es una zona escasamente habitada, contando con un total de 1200 personas. La mayoría de sus habitantes residen cerca de la carretera que formaba la antigua carretera estatal que unía Balclutha con Invercargill o en innumerables asentamientos costeros, teniendo la mayoría de ellos menos de un par de docenas de habitantes.
La localidad más grande de The Catlins, Owaka, posee una población de alrededor de 400 habitantes. Se encuentra a 35 kilómetros al suroeste de Balclutha. Los únicos otros asentamientos con un tamaño considerable son Kaka Point (150 habitantes), Waikawa y Fortrose, que se encuentra en la frontera occidental de The Catlins, en el estuario del río Mataura. El resto de los asentamientos no pasan de ser pequeñas comunidades de granjeros (tales como Romahapa, Maclennan, y Glenomaru) o comunidades habitadas sólo durante la temporada de vacaciones con un mínimo de residentes permanentes. 
La población del área ha ido disminuyendo desde los 2700 habitantes que poseía en 1926. En aquel tiempo, el asentamiento de Tahakopa – que ahora posee una población inferior a 100 habitantes – rivalizaba con Owaka en tamaño, con una población de 461 habitantes, comparado con los 557 de Owaka. No obstante, en los últimos veinte años se ha reducido el declive, y las cifras actuales son similares a las de 1986.
El habitante de The Catlins más conocido es el poeta Hone Tuwhare. Nacido en Northland, Tuwhare vive actualmente en Kaka Point, y muchos de sus poemas se refieren a The Catlins. 
La población del área es predominantemente europea, con un 94,2% de los habitantes de Owaka pertenecientes al grupo étnico europeo, según el censo de 2001, comparado con el 93.7% de la región de Otago o con el 80,1% del conjunto de Nueva Zelanda. El salario medio, según el mismo censo, era considerablemente inferior al de la mayor parte del país, aunque la tasa de desempleo es considerablemente baja (3,2%, comparado con el 7,5% nacional).

## Economía

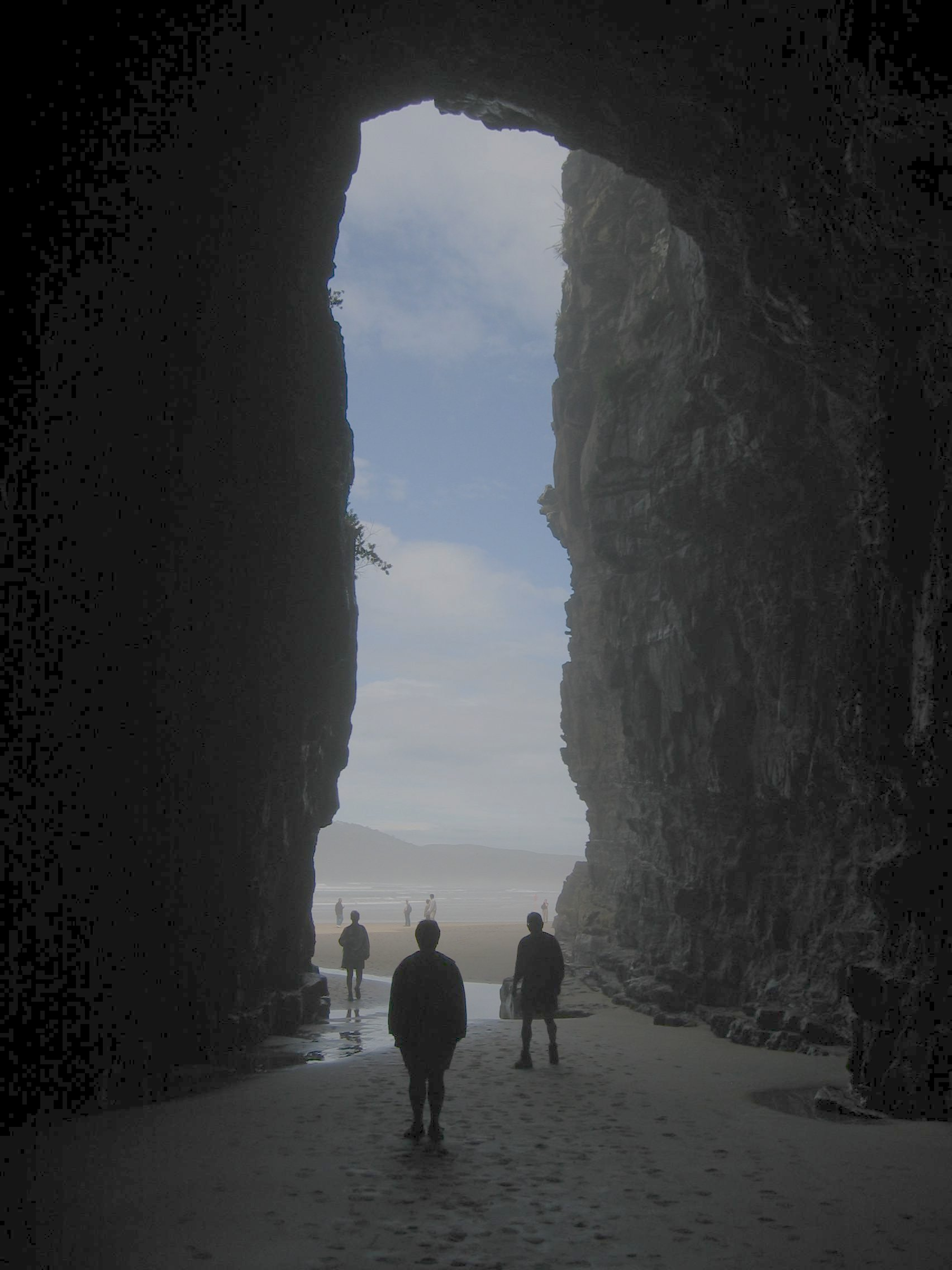
Las Cathedral Caves son una de las atracciones turísticas más visitadas de la región.

La economía de los primeros europeos que se asentaron en The Catlins durante las décadas de los 30 y 40 del siglo XIX se basaba en la caza de ballenas y focas. La explotación de los bosques para obtener madera se inició en los años 60 del siglo XIX, con el rápido crecimiento de la ciudad de Dunedin, motivada también en parte por la fiebre del otro de los años 1861-62. A principios de la década de los 70 del siglo XIX se cargaba más madera en el puerto Otago que en el resto de Nueva Zelanda. La tala de árboles y los aserraderos entraron en declive durante los años 80 del siglo XIX, una vez que se había talado la mayor parte de la madera accesible. La ampliación de las líneas férreas hasta Owaka atrajo nuevas industrias, que tuvieron su punto álgido en la década de los 20 del siglo XX.
Los terrenos despejados de árboles se convirtieron en zonas de pasto. Desde los años 80 del siglo XIX, aumentó la limpieza de terrenos para la práctica de la ganadería, especialmente en áreas cercanas a Tahakopa y al valle del río Owaka. Actualmente sigue habiendo un número importante de ovejas en la región, siendo la ganadería una de las principales fuentes de ingresos de The Catlins. Al sur de Balclutha se encuentra un instituto politécnico rural especializado en ciencias agrícolas, muy cerca de la frontera nororiental de la región. 
La pesca y el turismo son en la actualidad unas importantes fuentes de ingresos para los habitantes de la zona. El escenario natural, la sensación de aislamiento y las atracciones naturales como las Cathedral Caves convierten a The Catlins en un destino popular para viajes de fin de semana de los habitantes de Dunedin e Invercargill, las ciudades más cercanas. En lugares como Jack's Bay y Pounawea existen numerosas casas vacacionales. El turismo ecológico ha ido en aumento conforme pasan los años, siendo muchos de sus visitantes de otros puntos del planeta. Los establecimientos turísticos pasando de 3 moteles y 4 cámpines en 1990 a 8 moteles, 4 cámpines y 12 hostales en 2000 así como 10 compañías que organizan viajes por la región. El turismo contribuyó con 2,4 millones de dólares a la economía de la región en 2003.

## Transporte
The Caltins sólo es atravesado por una carretera principal, que discurre de noreste a suroeste como vía alternativa a la Autopista Estatal 1, que roza The Catlins al noroeste. Esta carretera, llamada oficialmente Autopista Estatal 91, pero que ha sido eliminada de la lista de autopistas estatales, atraviesa casi todos los asentamientos del área, habiendo sido asfaltada por completo a finales de la década de los 90 (un trecho de 15 kilómetros al suroeste de Tautuku había sido cubierto con grava antes del asfaltado). Una carretera costera también discurre paralelamente a la carretera principal, entre Waikawa y Fortrose, pero solo dos tercios de la misma se encuentran asfaltados. 
El resto de vías del distrito, que conectan con la carretera principal, están cubiertas de grava. Estas carreteras unen la autopista con los pequeños asentamientos costeros, aunque también se pueden observar carreteras asfaltadas a lo largo del valle del río Owaka y Tahakopa, uniendo la autopista con las ciudades de Clinton y Wyndham respectivamente. La carretera del Valle Waikawa atraviesa las colinas para unirse a la ruta Tahakopa-Wyndham.
Una línea férrea, el Ramal del Río Catlins, unía el área con la vía principal de la Isla Sur desde finales del siglo XIX. La construcción de esta línea comenzó en 1879, pero no llegó hasta Owaka hasta 1896. La construcción fue lenta, debido a las dificultades que presentaba el terreno, y el punto final de la línea en Tahakopa no estuvo listo hasta 1915. La viabilidad económica de la línea entró en declive junto con los aserraderos para el servicio de los cuales fue construida, y fue cerrada en 1971. Partes de la línea son accesibles ahora por senderos, destacando el túnel de 250 metros entre Owaka y Glenomaru.

## Gobierno
The Catlins se encuentra en la frontera de las áreas administrativas del Distrito Clutha y el Distrito Southland. La mayor parte de la zona se encuentra dentro del de Clutha, con sede en Balclutha, y uno de los catorce concejales es elegido directamente por los habitantes de la región. El Distrito Clutha es parte a su vez de la región de Otago, administrada por el Consejo Regional de Otago, con sede en Dunedin, a 80 km al noreste de Balclutha. 
Aproximadamente, el tercio más occidental de The Catlins pertenece al Distrito Southland, con sede en Invercargill, 50 km al oeste de Fortrose. Uno de los 14 concejales del concejo es elegido por la población de esta parte de la región. El distrito de Southland es a su vez parte de la región de Southland, cuyo órgano de gobierno es el Concejo Regional de Southland, con sede también en Invercargill. 
The Catlins es parte del electorado Clutha-Southland para las elecciones generales de Nueva Zelanda. El electorado es representado actualmente en el Parlamento neozelandés por el antiguo líder de la posición, Bill English, del Partido Nacionalista de Nueva Zelanda. 
Muchos de los asentamientos costeros poseen embarcaderos para pequeñas embarcaciones, generalmente barcos pesqueros y lanchas; no hay un servicio de ferry regular en la zona.